# Stanečka vas
Stanečka vas este o localitate din comuna Majšperk, Slovenia, cu o populație de 96 de locuitori.